# Clytie sublunaris
Clytie sublunaris là một loài bướm đêm trong họ Erebidae.